# Lawinenkommission

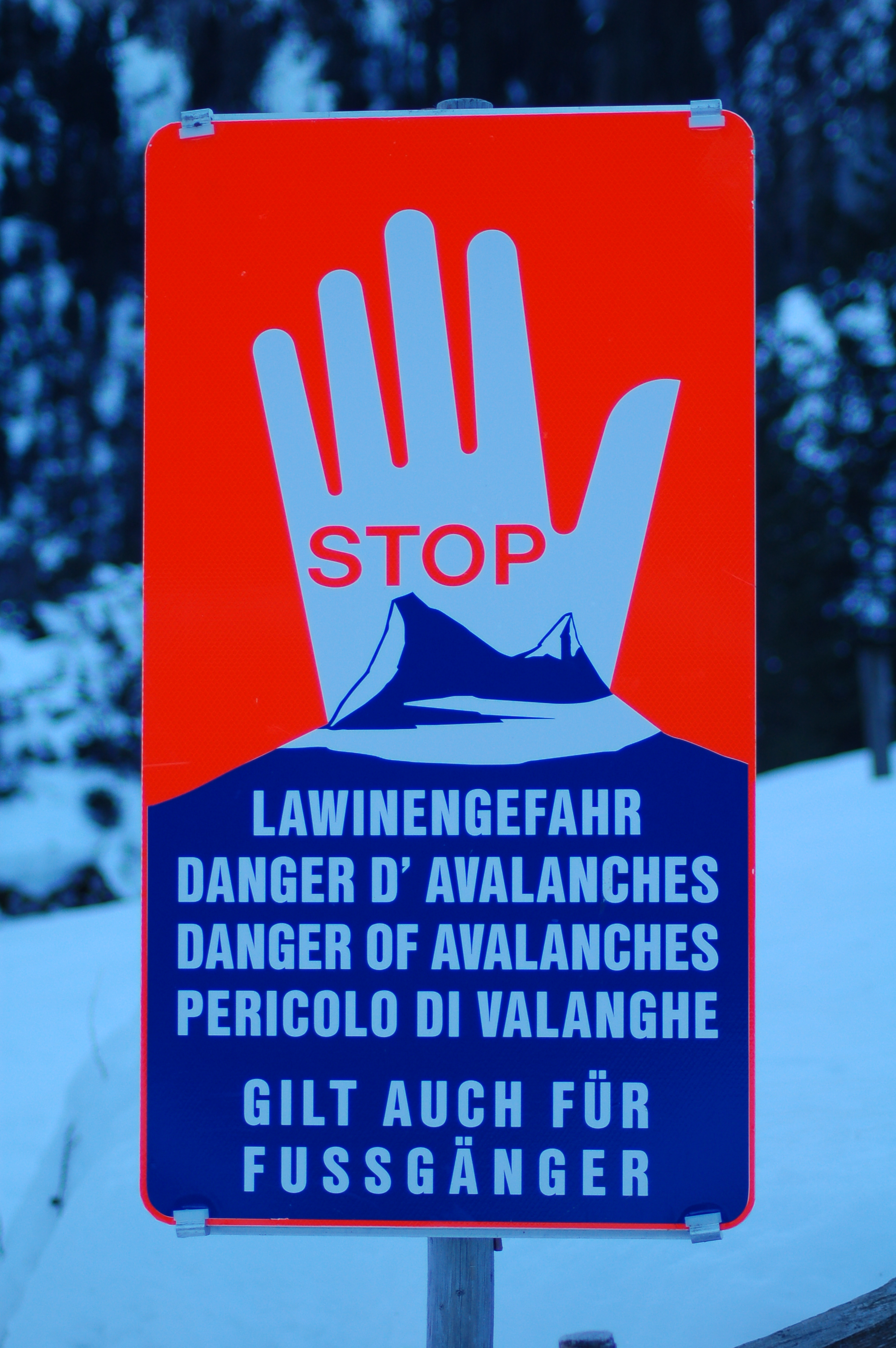
Lawinengefahrwarnschild in Österreich

Die Lawinenkommission ist ein Gremium zur Beratung der aktuellen Wetter-, Schneedecken- und Lawinensituation. Sie besteht aus ortskundigen und bergerfahrenen Fachleuten und gibt Empfehlungen zum Schutz vor Lawinen ab (zum Beispiel: Sperre eines bestimmten Gebiets oder Straßen, künstliche Lawinenauslösung).
Die Lawinenkommission ist eine Einrichtung des temporären Lawinenschutzes, im Gegensatz zum permanenten (dauerhaft wirksame technische, forstliche und raumplanerische Maßnahmen).

## Risikobewertung der Lawinensituation
Risikobewertung zur Lawinensituation ist eine der wesentlichen Aufgaben der Lawinenkommissionen und umfasst die Feststellung der örtlichen Situation und der erforderlichen Maßnahmen (z.B: Risikobewertung zur künstlichen Lawinenauslösung, Straßensperre, Evakuierungen etc.). Die Risikobewertung zur Lawinensituation baut auf dauerhaften und temporären Erhebungen zur Lawinengefahr in einem bestimmten Gebiet auf.

### Dauerhafte Faktoren zur Risikobewertung der Lawinensituation
Faktoren für die dauerhafte und grundsätzliche Risikobewertung zur Lawinensituation in einem bestimmten Gebiet sind zum Beispiel:
- ob, wann und wo bereits zuvor Lawinen in welcher Größe und bei welchen Wetterbedingungen abgegangen sind (historische Betrachtungsweise),
- wie groß grundsätzlich regional anhand der Geländesituation und der getroffenen Maßnahmen (z. B. Lawinenverbauungen) die Wahrscheinlichkeit eines neuerlichen Abganges ist, wo exponierte und gefährdende Stellen vorhanden sind oder neu entstehen können,
- langsame Veränderungen in der Topographie, Bebauung, Vegetation, des Verkehrs, der Freizeitaktivitäten etc.

### Temporäre Faktoren zur Risikobewertung der Lawinensituation
Wichtige Faktoren für die temporäre Risikobewertung zur Lawinensituation sind zum Beispiel:
- aktuelle regionale Schneehöhe,
- Schneedeckenaufbau,
- Wettersituation und die Veränderung etc.

### Ergebnis der Risikobewertung der Lawinensituation

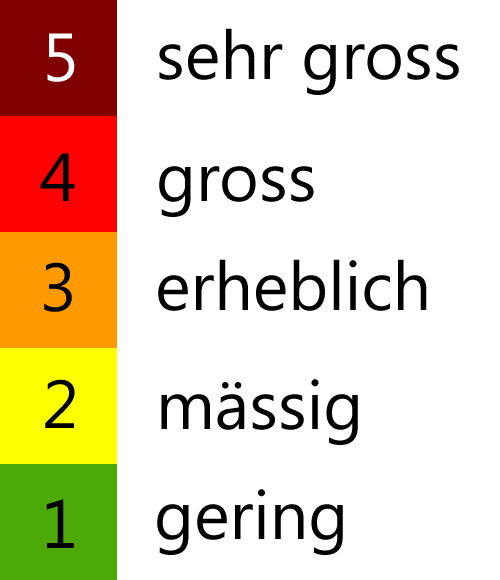
Europäische Lawinengefahrenskala

Zusammen ergeben die dauerhaften und temporären Faktoren zur Risikobewertung der Lawinensituation eine Prognose zur Wahrscheinlichkeit eines Lawinenabganges an einem bestimmten Tag in einem bestimmten Gebiet, um dadurch Präventionsmaßnahmen und Maßnahmen zur Minderung der Lawinengefahr für Personen oder Sachen herbeizuführen. Aus der Risikobewertung ergeben sich dann die notwendigen Maßnahmen für Eingriffe (z. B. kontrollierte Lawinenauslösung, Sperren, Evakuierungen etc.)
Die Gefahr der unkontrollierten Lawinenauslösung an einem bestimmten Ort zu einer bestimmten Zeit wird in der ganzen Europäischen Union sodann einheitlich anhand der Europäische Gefahrenskala für Lawinen eingestuft.

## Lawinendienst in Liechtenstein
Die Mitglieder des Lawinendienstes werden von der liechtensteinischen Regierung für eine Dauer von vier Jahren bestellt. Die Regierung bestimmt auch den Vorsitzenden und dessen Stellvertreter.
Der Lawinendienst besteht aus:
- dem Chef Lawinendienst und dessen Stellvertreter als Vorsitzende;
- einem Vertreter der Messequipe des Messfeldes Malbun (Beobachtungsdienst);
- einem Vertreter des Amtes für Wald, Natur und Landschaft;
- einem Vertreter des Amtes für Bevölkerungsschutz;
- einem Vertreter der Bergrettung;
- einem Vertreter des Presse- und Informationsamtes;
- einem Vertreter der Landespolizei.

Der Chef Lawinendienst und dessen Stellvertreter als Vorsitzende, der Vertreter der Messequipe des Messfeldes Malbun und ein weiteres Mitglied bilden die ständige Kerngruppe, der die Führung der Tagesgeschäfte obliegt.

### Rechtsgrundlagen
Der Lawinendienst ist eine Kommission im Sinne von Art. 78 Abs. 2 Landesverfassung (LV) und zur selbständigen Erledigung der ihr übertragenen Aufgaben befugt.
Durch die Verordnung vom 13. November 2007 über den Lawinendienst wird die Organisation, die Aufgaben und die Entschädigung des Lawinendienstes geregelt.

### Aufgaben
Dem Lawinendienst obliegt:
- der Schutz der bewohnten Siedlungen und der öffentlichen Verkehrswege durch die ständige Beobachtung der Lawinensituation vom ersten Schneefall bis zur Ausaperung sowie die damit zusammenhängende Datenerhebung,
- die Sicherung des organisierten Skiraumes einschließlich der Loipen und der gekennzeichneten Winterwanderwege, sofern der Anlagenbetreiber seiner Sicherungspflicht nicht nachkommt[4],
- die Führung eines Ereigniskatasters,
- die Aufrechterhaltung der ständigen Einsatzbereitschaft,
- die Information der Bevölkerung, der Gemeinden, der Sicherheitsorgane und der zuständigen Amtsstellen sowie der Medien;
- die Zusammenarbeit mit Such- und Rettungsdiensten;
- die Aufrechterhaltung des Messfeldes Malbun und die Übermittlung der Daten an das WSL-Institut für Schnee- und Lawinenforschung SLF (ehemals Eidgenössisches Institut für Schnee- und Lawinenforschung SLF).

### Entscheidungsbefugnis
Der liechtensteinische Lawinendienst verfügt über die zur Wahrnehmung seiner Aufgaben erforderliche Entscheidungs- und Weisungsbefugnis:
Bei Gefahr im Verzug ist jedes Mitglied des Lawinendienstes befugt, auch alleine die notwendigen Entscheidungen zu treffen und die erforderlichen Maßnahmen anzuordnen.
Bei Lawinengefahr hat der Lawinendienst die Befugnis, insbesondere folgende Sicherungsmaßnahmen im Bereich des organisierten Schneesportraumes anzuordnen:
- Empfehlung oder Durchführung von geeigneten Sicherungsmaßnahmen (Sperrung, Evakuierungen) und deren Dokumentation;
- Anordnung zur künstlichen Auslösung von Lawinen;
- Überwachung und Sperrung von Verkehrswegen und gefährdeter Gebiete;
- Evakuierung sowie provisorische Unterbringung und Versorgung von Anwohnern gefährdeter Gebiete.[6]

Gegen Verfügungen des Lawinendienstes kann binnen 14 Tagen ab Zustellung Beschwerde an die Regierung erhoben werden.

### Haftung
Die Mitglieder des Lawinendienstes übernehmen gemäß Art 7 LawDV mit der Ausübung ihrer Tätigkeit keinerlei persönliche Haftung für allfällige Schäden an Menschen und Sachwerten, die durch Lawinenereignisse entstehen können. Durch diese Bestimmung wird die Haftung des Lawinendienstes als Entscheidungsgremium selbst nicht beschränkt.

## Lawinenkommissionen in Österreich
Lawinenkommissionen sind in Österreich Arbeitsgruppen. Diese sind regional eingesetzt und zuständig für die Lawinensicherung in den jeweiligen Verantwortungsbereichen (Wintersporteinrichtungen, Straßensicherung usw.). Vielfach wird der Vorsitz vom örtlich zuständigen Bürgermeister geführt.
Lawinenkommissionen werden in den Gemeinden eingerichtet, in deren Gebiet die Gefahr von Lawinenkatastrophen besteht. Eine Lawinenkommission besteht in der Regel aus drei Personen, die vom Bürgermeister auf 5 Jahre bestellt werden.

### Rechtsgrundlagen
Rechtliche Grundlage für die Tätigkeit der Lawinenkommissionen bilden die jeweiligen Gemeindeordnungen bzw., soweit vorhanden,  Katastrophenhilfsdienstgesetze. Durch solche Katastrophenhilfsdienstgesetze werden die Bürgermeister ermächtigen, bestimmte Personen oder ein unterstützendes und beratendes Gremium für besondere Aufgaben zu ernennen. In Tirol besteht hierzu seit 1992 ein eigenes Lawinenkommissionsgesetz (LKG). In der Steiermark gilt seit 2019 das Steiermärkische Lawinenkommissionsgesetz.

### Österreichische Bundesbahnen
Die Österreichische Bundesbahnen (ÖBB) verfügen über einen eigenen Lawinenwarndienst und elf betriebsinterne Lawinenkommissionen (56 Mitglieder, alle hauptberuflich ÖBB-Bedienstete). Die Mitglieder der Lawinenkommission sind für bestimmte Streckenabschnitte zuständig und weisungsfrei und beraten den jeweiligen Streckenverantwortlichen.

### Aufgaben
Die von der Lawinenkommission zu beurteilenden Gefahren betreffen Lawinenkatastrophen. Dies sind Lawinenereignisse, die in großem Umfang das Leben oder die Gesundheit von Menschen oder Eigentum gefährden, insbesondere in Siedlungsgebieten, auf Straßen und Wegen mit öffentlichem Verkehr, bei Lift- und Seilbahnanlagen oder bei Sportanlagen, Schipisten, Loipen, Rodelbahnen und dergleichen.
Die zu beurteilenden Gefahren werden von der Lawinenkommission auf Grund von örtlichen Beobachtungen der relevanten Wetter-, Temperatur- und Schneedeckenentwicklung, des örtlichen Geländes, bereits abgegangener Lawinenereignisse, der Lawinenlageberichte der Lawinenwarndienste und anderer Faktoren eingeschätzt und eine Risikobeurteilung abgegeben.
Auf Grundlage dieser, fachkundigen Beurteilung der Lawinengefahr, liegt eine wichtige Voraussetzung vor, um von den verantwortlichen Personen (Bürgermeister, Polizei etc.) temporäre Lawinenschutzmaßnahmen setzen zu können (zum Beispiel: Lawinenwarnung, räumliche Sperren, Evakuierungen, Anordnung der künstlichen Auslösung von Lawinen).

### Haftung
Die Mitglieder der Lawinenkommission sind sachkundige Personen im Sinne von §§ 1299 ff ABGB und können daher grundsätzlich für ihre Tätigkeit zur Verantwortung gezogen werden.